# Phrygionis marta
Phrygionis marta är en fjärilsart som beskrevs av Louis Beethoven Prout 1913. Phrygionis marta ingår i släktet Phrygionis och familjen mätare. Inga underarter finns listade i Catalogue of Life.